# 第六次イゾンツォの戦い
第六次イゾンツォの戦い（Sixth Battle of the Isonzo）とは、第一次世界大戦中のイタリア戦線のゴリツィアの戦いとしても知られる会戦で、イタリアがイゾンツォ川に沿って勝利を収めた。

## 戦闘準備
オーストリア＝ハンガリー帝国のフランツ・コンラート・フォン・ヘッツェンドルフ参謀総長は、6月から始まったロシア軍のブルシーロフ攻勢によって死傷者・捕虜合わせて150万人という大損害を受けた東部戦線の補充のため、イタリア戦線の兵を転用することにした。イタリアの最高指揮官ルイージ・カドルナは5月から開始されたアジアーゴの戦いに勝利し、弱くなったオーストリア＝ハンガリー軍の守りを攻めるために、トレンティーノ (Trentino) から鉄道を上手く利用し、素早く軍を送り込んだ。

## 戦闘
8月6日、ゴリツィアで衝突があり、攻撃が開始された。8月8日にゴリツィアはイタリア軍によって落とされ、イゾンツォ川を渡す橋頭堡がつくられた。オーストリア・ハンガリー軍は、防衛線を突破されるのを防ぐために、前線のゴリツィアに軍を送った。だが、橋頭堡を確保することに満足したカドルナは、8月17日に攻撃を終了した。ゴリツィアへの攻撃はイゾンツォ戦線に沿って行われたイタリアの攻撃の中で最もうまくいったもので、大いに士気が高まることにつながった。8月28日、それまで同盟国と協商国に分かれつつも中立を維持していたイタリアとドイツは遂に戦争状態に突入した。
後年の歴史家達はこのゴリツィア攻勢がカドルナ体制での唯一最大の戦略的勝利であったと評した上で、戦争の趨勢に与えた影響は低かったと指摘した。死傷者数に大きな差は無かったものの、死者数の割合がイタリア側で非常に多かった。これはカドルナがイタリア陸軍の装備の劣悪さを歩兵突撃で挽回しようとした事と、同様に性能で上回るオーストリア軍の野戦砲によって生まれた結果だった。またオーストリア軍は戦力を温存して防御体制を維持した。

## 他の戦闘
- 第一次イゾンツォの戦い - 1915年6月23日 - 7月7日
- 第二次イゾンツォの戦い - 1915年7月18日 - 8月3日
- 第三次イゾンツォの戦い - 1915年10月18日 - 11月3日
- 第四次イゾンツォの戦い - 1915年11月10日 - 12月2日
- 第五次イゾンツォの戦い - 1916年3月9日 - 3月17日
- 第七次イゾンツォの戦い - 1916年9月14日 - 9月17日
- 第八次イゾンツォの戦い - 1916年10月10日 - 10月12日
- 第九次イゾンツォの戦い - 1916年11月1日 - 11月4日
- 第十次イゾンツォの戦い - 1917年3月12日 - 6月8日
- 第十一次イゾンツォの戦い - 1917年8月19日 - 9月12日
- カポレットの戦い - 1917年10月24日 - 11月9日（第一二次イゾンツォの戦いとも言う）